# Arene tricarinata
Arene tricarinata är en snäckart som först beskrevs av Robert Edwards Carter Stearns 1872.  Arene tricarinata ingår i släktet Arene och familjen turbinsnäckor. Inga underarter finns listade i Catalogue of Life.